# East West Records
East West Records (estilizada como eastwest de 1990 a 2001) é uma gravadora fundada em 1957, distribuída e pertencente atualmente ao Warner Music Group, com sede em Londres, no Reino Unido.

## História
Após sua criação em 1957 pela Atlantic Records lançou uma série de singles e álbuns, tendo seu ápice com The Kingsmen em 1958 e desaparecendo antes dos anos 1960. O selo volta em meados da década de 1980, voltando a ganhar força em 1990 quando a Atlantic renova a marca como East West Records America tendo a vice-presidente da Atlantic, Sylvia Rhone, como presidente do novo selo. Com Rhone a gravadora alcançou o mega sucesso através de diversos contratos premiados como Simply Red, En Vogue, Pantera, Yo-Yo, Das EFX, Snow, Gerald Levert, AC/DC, Dream Theater, Missy Elliott e MC Lyte. A East West também passou a distribuir outros selos como Interscope Records, Motor Jam Records, Mecca Dom Records e The Goldmind Inc.
Em 1991 a Atlantic funde a East West a Atco Records passando a chamar-se "Atco/East West Records". Em 1993 a Atco vai a falência voltando a marca East West Records, embora no Reino Unido artistas como Simply Red, Chris Rea e The Beloved utilizasse o selo da WEA Records.
Em 1994, Sylvia Rhone assumiu a Elektra Records como presidente e CEO levando junto grande parte da sua lista de contratos. Na época a East West também se separou da Atlantic indo junto de Rhone passando a atuar em conjunto com a Elektra Records. No novo milênio, os cortes orçamentários no Warner Music Group fizeram com que a East West fosse absorvida pela Elektra Records passando a operar como sua filial, incluindo a transferência de contratos. Em 2004, a Time Warner vendeu o Warner Music Group para investidores privados liderados por Edgar Bronfman Jr. Posteriormente, mais cortes orçamentários foram feitos resultando na absorção da Elektra pela Atlantic.

### 2005 em diante: Relançamento
Em 2005 a WMG reativou a East West como marca própria, passando a comercializar e principalmente distribuir outros selos de rock e indie rock. Atualmente a East West Records opera sob o Independent Label Group da Warner. A East West Records foi revivida no Reino Unido em 2014 sob a direção de Max Lousada, presidente e CEO da Warner Music UK. O rótulo ressuscitado é dirigido por Dan Chalmers, President, Rhino, East West e ADA UK. Os principais artistas da lista de East West incluem Robert Plant, Si Cranstoun, Boyzone, Bette Midler, Jools Holland, Beverley Knight, Amelia Lily, The Corrs, Simply Red e Busted. 

## Artistas anteriores de destaque
- Scorpions (lançando o CD e o DVD Acoustica, de 2001)
- Simply Red
- En Vogue
- Pantera
- Yo-Yo
- Das EFX
- Snow
- Gerald Levert
- AC/DC
- Missy Elliott
- MC Lyte